# Hohe Loog (Haardt)
Die Hohe Loog, gelegentlich auch falsch der Hohe Loog, ist ein 618,7 m ü. NHN hoher Berg in der Haardt, einem Mittelgebirgszug am Ostrand des Pfälzerwalds. Sie liegt in der Waldgemarkung von Hambach an der Weinstraße in Rheinland-Pfalz.
Der Name leitet sich von Loog für „Grenzzeichen“ ab.

## Geographie

### Lage
Die Hohe Loog erhebt sich im Biosphärenreservat Pfälzerwald-Vosges du Nord und Naturpark Pfälzerwald. Ihr Gipfel liegt 3,6 km südwestlich des Zentrums von Neustadt an der Weinstraße, 3,2 km westnordwestlich von Diedesfeld und 4 km nordwestlich von Maikammer; 1,7 km entfernt im Südwesten ragt als höchster Haardtberg die Kalmit (672,6 m) auf.
Nach Norden fällt die Hohe Loog ins Kaltenbrunner Tal ab. Östlich schließt sich die Hohe-Loog-Ebene (583,4 m) an, die fast 2 km² groß ist. Die Nordostschulter des Bergs bilden der Rutschsteinberg und der Südostausläufer des Rittersbergs (531,8 m), der ein Sühnekreuz trägt und in den Schlossberg (379,2 m) mit dem Hambacher Schloss übergeht. Der Südsüdostsporn ist die Sommerseite (540,8 m) mit dem jenseits davon befindlichen Südsüdostausläufer Sommerberg (501,9 m). Im Südwesten bildet der Zwergberg (589,3 m), der nach Norden in den Sternberg (511,3 m) übergeht, über die Passhöhe Hahnenschritt (554 m) die Verbindung zur Kalmit.
Bis auf die Südwestflanke der Hohen Loog reichen Teile des Vogelschutzgebiets Haardtrand (VSG-Nr. 6514-401; 147,28 km²).

### Geologie
Die Oberfläche der Hohen Loog wird von Schichten des Buntsandsteins gebildet: In unteren und mittleren Lagen steht Unterer Buntsandstein der Rehberg- und Schlossbergschichten und im Gipfelbereich Mittlerer Buntsandstein der Karlstal-Felszone an. Die Gesteine sind 251 bis 243 Millionen Jahre alt.

### Naturräumliche Zuordnung
Die Hohe Loog gehört zum Naturraum Pfälzerwald, der in der Systematik des von Emil Meynen und Josef Schmithüsen herausgegebenen Handbuches der naturräumlichen Gliederung Deutschlands und seinen Nachfolgepublikationen als Großregion 3. Ordnung klassifiziert wird. Betrachtet man die Binnengliederung des Naturraums, so gehört die Hohe Loog zum Mittleren Pfälzerwald und hier zum Gebirgszug der Haardt, welche den Pfälzerwald zur Oberrheinischen Tiefebene hin abgrenzt.
Zusammenfassend folgt die naturräumliche Zuordnung der Hohen Loog damit folgender Systematik:
- Großregion 1. Ordnung: Schichtstufenland beiderseits des Oberrheingrabens
- Großregion 2. Ordnung: Pfälzisch-Saarländisches Schichtstufenland
- Großregion 3. Ordnung: Pfälzerwald
- Region 4. Ordnung (Haupteinheit): Mittlerer Pfälzerwald
- Region 5. Ordnung: Haardt

### Berghöhe
Auf der Gipfelregion der Hohen Loog (618,7 m) sind auf topographischen Karten die Höhenangaben 616,1 m (nordwestlich des Hohe-Loog-Hauses) und 614,8 m (125 m östlich des Hauses) verzeichnet.

## Gipfel
Auf der bewaldeten Gipfelregion der Hohen Loog befinden sich einige Sandsteinfelsen. Nahe dem Gipfel steht das vom Pfälzerwald-Verein bewirtschaftete Hohe-Loog-Haus, von dem eine hervorragende Aussicht zum Kalmitmassiv und in die Rheinebene möglich ist.

## Routen zum Gipfel
Die Hohe Loog ist über mehrere vom Pfälzerwald-Verein markierte Wanderwege erreichbar. Von Neustadt aus erfolgt der Zugang über das Kaltenbrunner Tal oder den Nollenkopf. Vorbei an Hambacher Schloss und Rittersberg ist der Berg von Diedesfeld aus erreichbar. Ein weiterer Aufstieg ist durch das Klausental von Maikammer aus möglich. Der kürzeste Weg führt vom Wandererparkplatz am Bergsattel Hahnenschritt unterhalb der Kalmit über den Zwergberg und dem Bildbaum zum Gipfel.

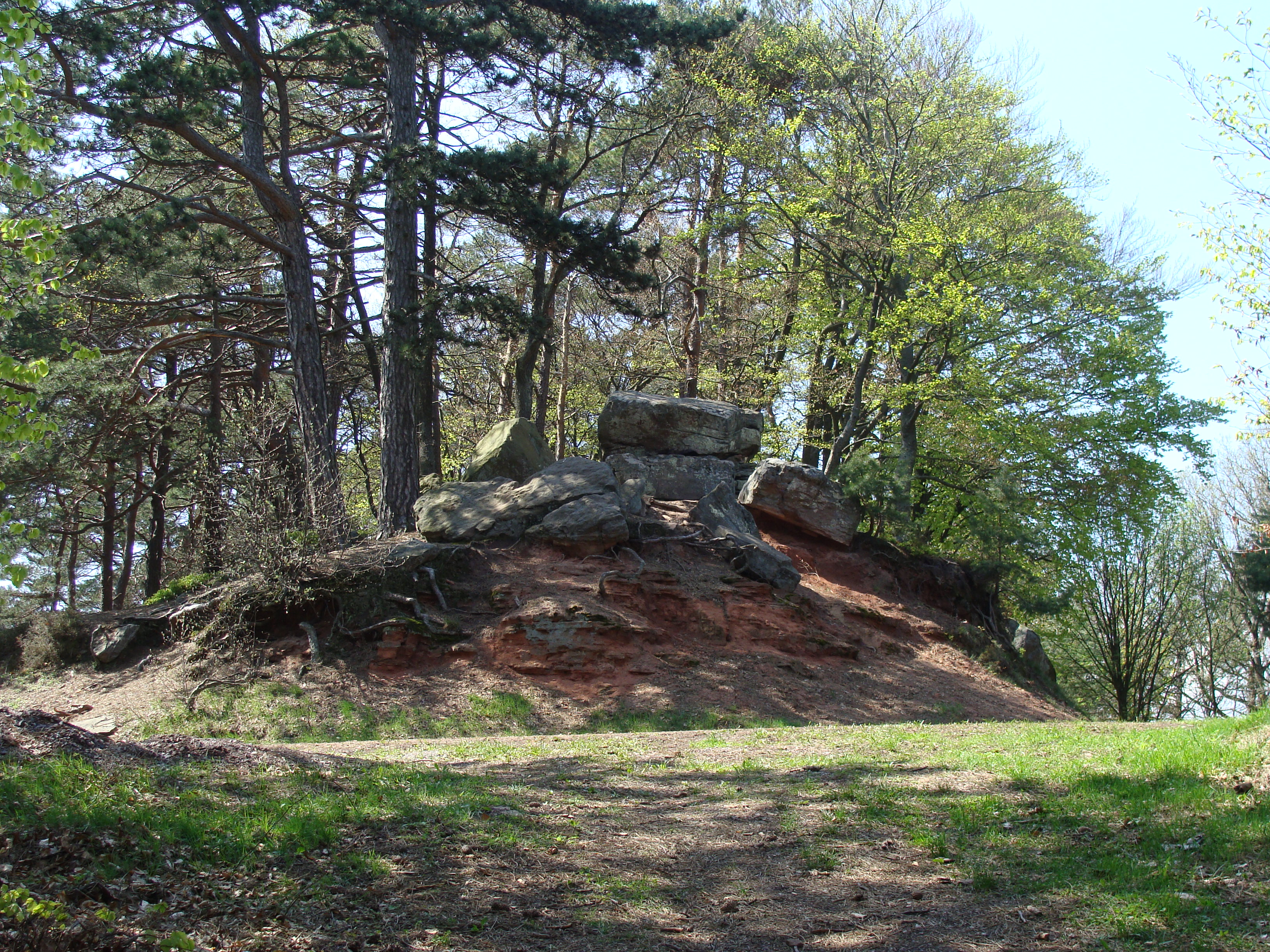
Gipfel
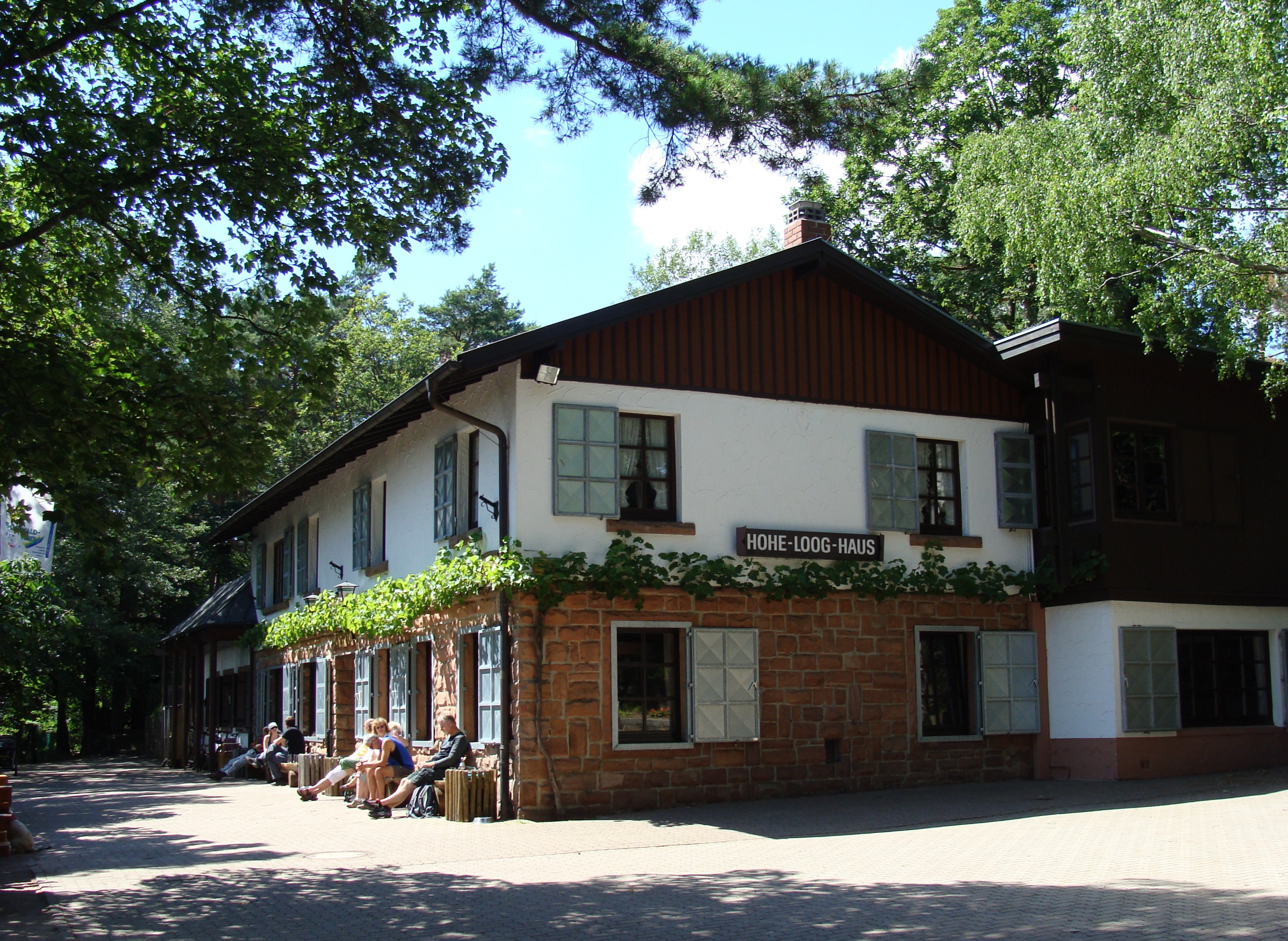
Hohe-Loog-Haus
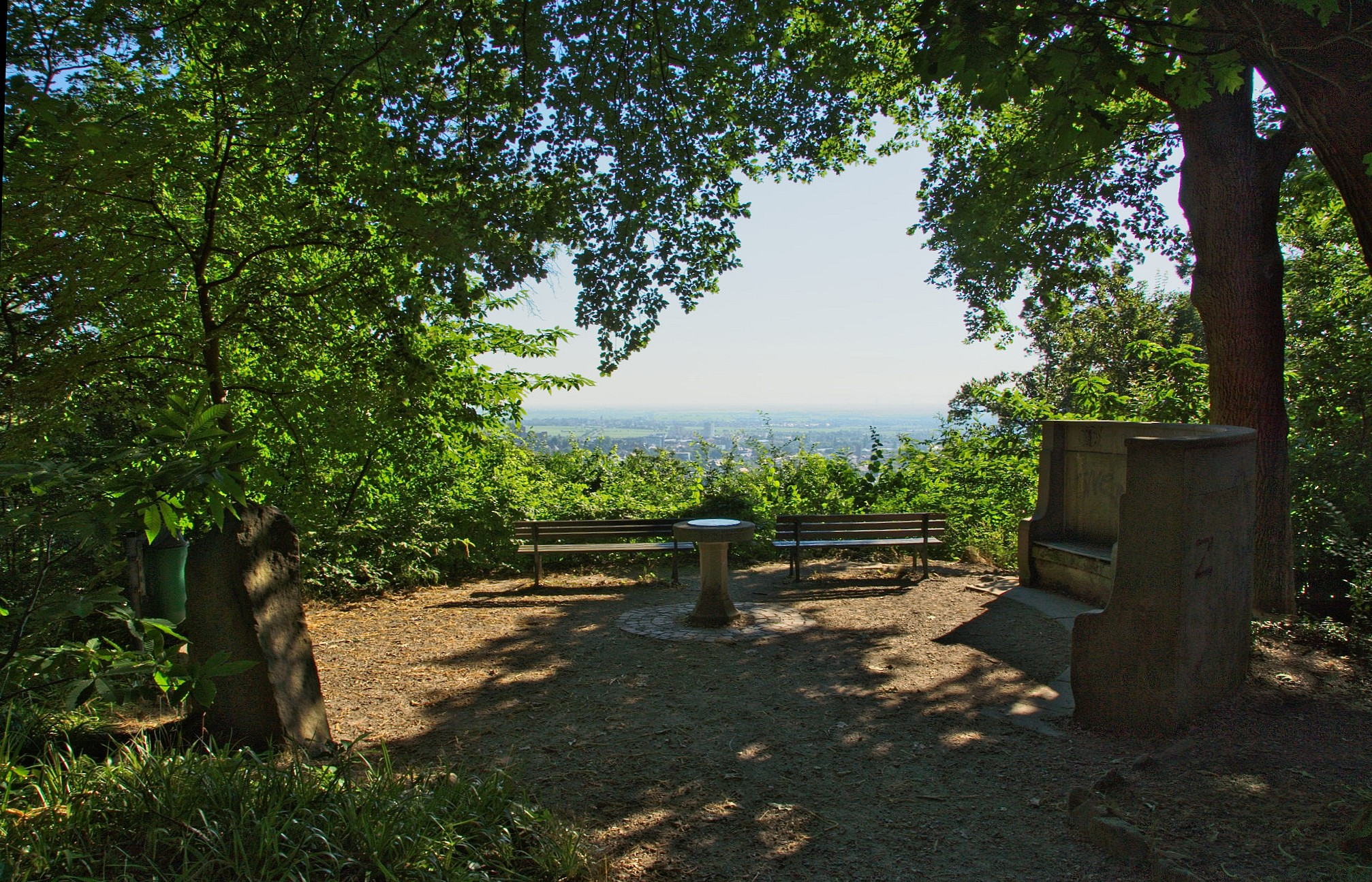
Conrad-Freytag-Blick
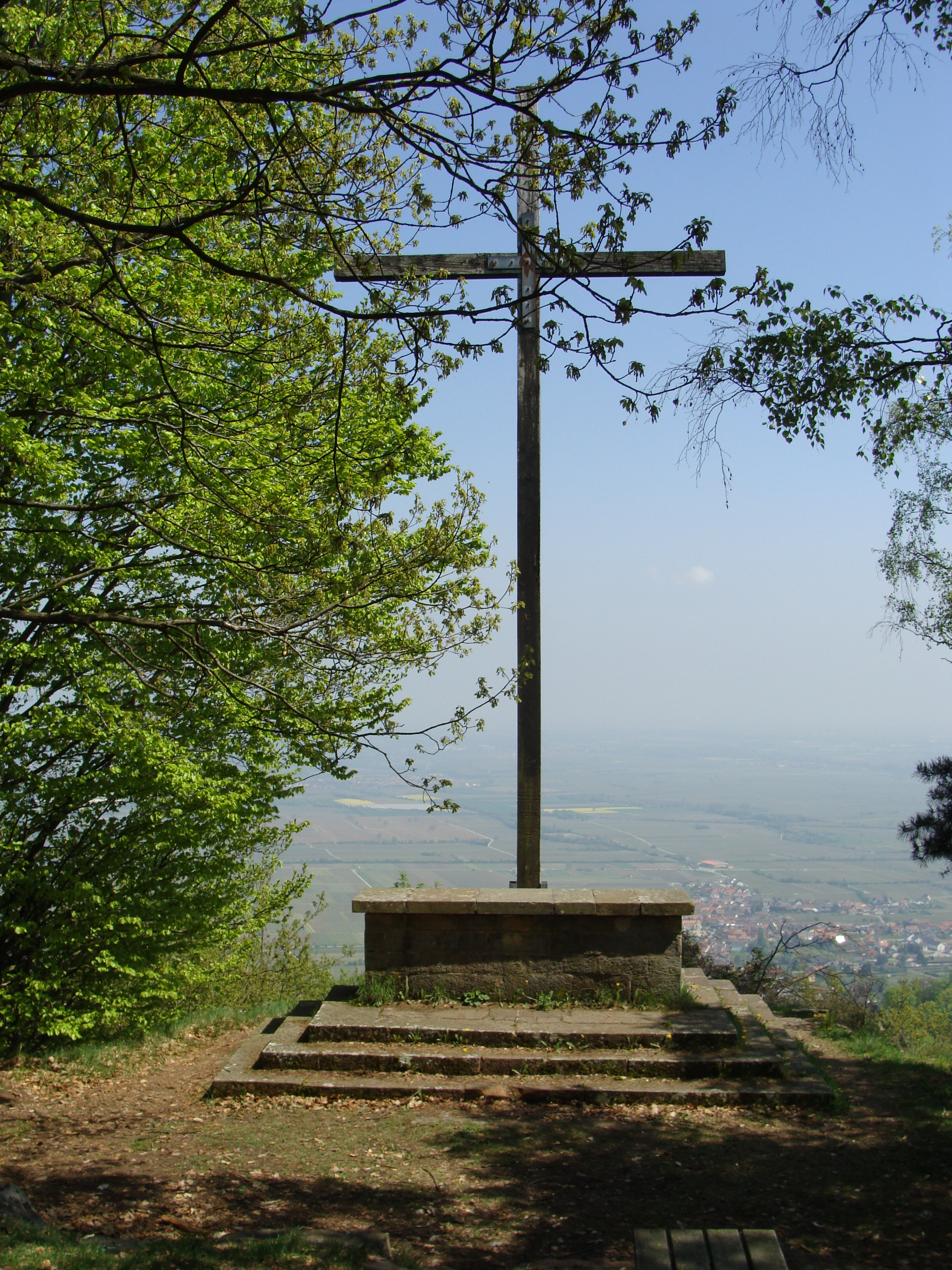
Sühnekreuz auf dem Rittersberg
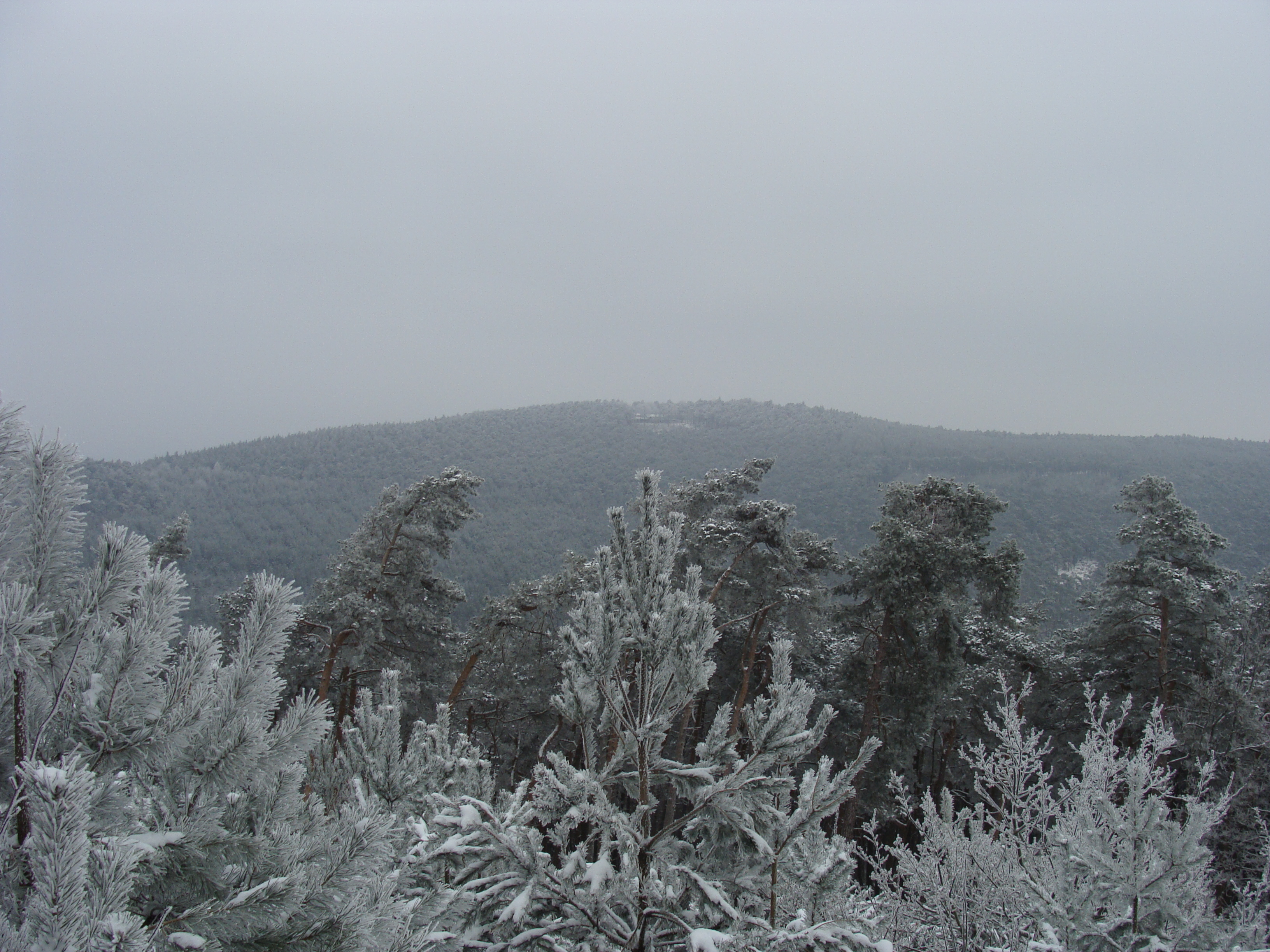
Hohe Loog vom Taubenkopf aus